# 金星高地
金星高地（Venera Terra /vəˈnɪərə ˈtɛrə/）是新視野號在矮行星冥王星上發現的一塊丘陵地。